# 秦似
秦似（1917年10月15日—1986年7月10日），原名王缉和、王扬，笔名茹雯、思秩、余士根、令狐厚、徐曼、姜一、王砚新、杨步飞等，广西博白人，中国作家、翻译家、编辑，《南方日报》原主编，广西大学教授，广西壮族自治区文学艺术界联合会原副主席。

## 家庭
父亲为语言学家王力，母亲秦祖瑛。